# Julio Castillo (calciatore 1915)
Julio Castillo (Buenos Aires, 1915 – 16 settembre 1940) è stato un calciatore argentino, di ruolo attaccante.

## Caratteristiche tecniche
Giocava come interno destro.

## Carriera

### Club
Dopo una prima esperienza nella prima squadra del River Plate nel 1932, Castillo tornò a far parte della rosa del club nel 1935; in quella stagione segnò 2 gol. L'annata seguente giocò con maggior frequenza, mettendo a segno 7 reti e risultando il quarto miglior marcatore della squadra. Lasciato il River al termine del campionato, giocò in seconda serie nel 1939 con il Los Andes, assommando 7 presenze; a metà del 1940 si trasferì in Brasile, firmando per il Flamengo di Rio de Janeiro: vi debuttò il 14 maggio di quell'anno. Mise a referto l'ultima presenza con la formazione rosso-nera il 4 settembre 1940.

## Palmarès

### Club

#### Competizioni nazionali
- Campionato argentino: 2

River Plate: 1932, 1936